# Mario Cabanes i Sabat
Mario Cabanes i Sabat (Barcelona, 6 de gener de 1914 - Barcelona, 25 d'octubre de 2005) fou un futbolista català de la dècada de 1930 i destacat metge esportiu.

## Trajectòria
Va debutar amb el FC Barcelona l'any 1933 amb 19 anys. En dues temporades disputà 30 partits oficials i 19 amistosos. Amb l'esclat de la Guerra Civil s'exilià a França i jugà al FC Metz amb nom fals. Posteriorment defensà els colors de clubs com al Balompédica Linense, Algeciras CF, Reial Oviedo (a primera divisió) i CE Sabadell.
Finalitzada la seva carrera esportiva fou metge especialista en medicina esportiva. Formà part dels serveis mèdics del RCD Espanyol durant 34 anys, a les ordres del doctor Navés. També fou metge de la Federació Espanyola de Tennis durant 15 anys (1960-75).
Va rebre la medalla de bronze al mèrit esportiu l'any 1965.

## Palmarès
- Campionat de Catalunya de futbol:
  - 1935